# مارک گودوین (بازیکن فوتبال)
مارک گودوین (انگلیسی: Mark Goodwin؛ زادهٔ ۲۳ فوریهٔ ۱۹۶۰) بازیکن فوتبال اهل بریتانیا است.
از باشگاه‌هایی که در آن بازی کرده‌است می‌توان به باشگاه فوتبال لستر سیتی اشاره کرد.